# Fiães do Rio
Fiães do Rio é uma povoação portuguesa do Município de Montalegre que foi sede da extinta Freguesia de Fiães do Rio, freguesia que tinha 6,93 km² de área e 76 habitantes (2011), e, por isso, uma densidade populacional de 11 hab/km².
A Freguesia de Fiães do Rio foi extinta (agregada) pela reorganização administrativa de 2012/2013, tendo o seu território sido agregado ao das Freguesias de Paradela e de Contim para criar a União de Freguesias de Paradela, Contim e Fiães.
Em Fiães do Rio, sede da extinta freguesia, nasceu em 1902 Bento Gonçalves, fundador e primeiro Secretário Geral do Partido Comunista Português (PCP).

## População
| Número de habitantes | Número de habitantes | Número de habitantes | Número de habitantes | Número de habitantes | Número de habitantes | Número de habitantes | Número de habitantes | Número de habitantes | Número de habitantes | Número de habitantes | Número de habitantes | Número de habitantes | Número de habitantes | Número de habitantes |
| -------------------- | -------------------- | -------------------- | -------------------- | -------------------- | -------------------- | -------------------- | -------------------- | -------------------- | -------------------- | -------------------- | -------------------- | -------------------- | -------------------- | -------------------- |
| 1864                 | 1878                 | 1890                 | 1900                 | 1911                 | 1920                 | 1930                 | 1940                 | 1950                 | 1960                 | 1970                 | 1981                 | 1991                 | 2001                 | 2011                 |
| 223                  | 260                  | 283                  | 296                  | 318                  | 303                  | 286                  | 282                  | 361                  | 292                  | 261                  | 239                  | 152                  | 104                  | 76                   |

(Obs.: Número de habitantes "residentes", ou seja, que tinham a residência oficial neste concelho à data em que os censos  se realizaram.)

## Património
- Igreja Matriz de Fiães do Rio;
- Capela de Nossa Senhora do Livramento.